# Геккер, Иоганн Юлий
Иоганн Юлий Геккер (нем. Johann Julius Hecker; 1707—1768) — немецкий богослов, евангелический священник и педагог, универсальный учёный своего времени, знаменит как основатель первого реального училища в Германии в 1757 году, автор сочинений по ботанике и анатомии.

## Биография
Родился в Вердене, тогда городском предместье Эссена, в семье ректора местной городской «латинской школы». Его мать Елизавета была дочерью бургомистра Эссена. До 14 лет учился в школе отца, затем в гимназии в Эссене до тех пор, пока ему не исполнилось 19 лет. Будучи гимназистом, жил при городской аптеке и работал в её лаборатории в свободное время. 
В 1726 году поступил на учёбу теологии в Галльский университет, где среди прочего выучил в совершенстве иврит. В Галле познакомился с пиетистом и основателем знаменитой школы-интерната для детей из бедных семей Августом Германом Франке (August Hermann Franke, 1663—1727). При этой школе была семинария для подготовки учителей (Seminarium selectum), и Геккер вступил в неё в 1727 году. Спустя два года, в возрасте 22 лет, он стал учителем в этой семинарии. Особенностью школы Франке было, что там преподавали непривычные тогда предметы: историю, географию, хронологию, математику, геометрию, механику, астрономию, ботанику, помимо этого слесарное дело, рисование и черчение. Геккер преподавал латынь, арифметику, историю и для старших классов историю немецкого языка, религию, греческий, иврит и естественные науки. В зимнем семестре 1731/32 он читал доклады по анатомии. Кроме педагогической деятельности он посвятил себя занятиям ботаникой, анатомией и физиологией, химией и медициной, приблизившись к типу «универсального» учёного, столь характерному для эпохи Просвещения. 
Во время пребывания в Галле Геккер предпринял путешествия в Голландию и по Германии, в которых познакомился с учёными того времени.
Один потсдамский банкир обратил внимание прусского короля Фридрих-Вильгельма I на гербарий, собранный Геккером, и тот попросил молодого учёного из Галле собрать также один и для него. После личного знакомства между ними король поручил Геккеру преподавать принцу один раз в неделю естественные науки.
В 1735 году был призван королём на должность проповедника в Потсдам в «Дом сирот военных» (Militärwaisenhaus), основанный королём в 1724 году по образцу франковской школы в Галле, которую король посетил в 1713 и 1720 годах. Это было учебное заведение для детей-сирот от 6 до 16 лет. С 1725 года в него брали и девочек, в 1740 году оно вмещало 1400 мальчиков и 155 девочек. По образцу Галле, у потсдамского «Дома сирот» была своя мануфактура. Помимо проповеднической деятельности Геккер был также инспектором и учителем в этом заведении.
В 1738 году ему была поручена должность проповедника в лютеранской Троицкой церкви в Берлине (Dreifaltigkeitskirche), которая ещё строилась (строительство было окончено в 1739 году). С 1750 года был советником в Оберконсистории (консистория была органом управления церковных и духовных дел, в том числе и школьных, что-то наподобие министерства). 
В 1757 году выработал школьный регулятив для города Минден, который стал образцом для первого общего для всей Пруссии школьного регламента 1763 года за его же авторством.

## Педагогическая деятельность
В кругу прихода Троицкого Собора в Берлине было 6 городских школ для бедных детей (в каждой по четыре класса, всего около 500 учеников), присмотр за внутренними делами которых Геккер взял на себя. Он увидел, что учителя в них были очень плохо образованы и классы переполнены. Для исправления ситуации нужны были деньги, а поскольку их у городского магистрата для школ не хватало, Геккер решил провести лотерею, деньги от которой должны были пойти на школы. Такая практика была уже известна и до него. В ноябре 1741 года король одобрил предложение и сам купил 300 лотерейных билетов, которые были распространены по всей Германии. Предприятие принесло 4000 талеров дохода, что было тогда огромной суммой: консисториальный советник, например, получал жалование 100 талеров в год, а сам Геккер, как советник Оберконсистории — 200 талеров.
На полученные деньги Геккер среди прочего назначил для школ, находящихся в его ведомстве, нового инспектора. Делее он расширил круг преподаваемых в них предметов: были введены начала латинского и французского языков, что должно было подготавливать детей к «латинской школе», чтение написанных от руки писем и берлинской газеты, основы географии и счетоводства.
Геккер также считал, в соответствии с идеями того времени, что разные сословия должны получать разное образование, поэтому необходимо создать школу, готовящую своих учеников к городским профессиям:

Школы, которые подготавливают к университетам, должны быть одного типа; которые готовят хороших горожан, ремесленников, предпринимателей — другого; одни школы должны быть в городах, другие — в деревнях.— 
План такой школьной реформы позже предложил прусский министр Цедлиц в 1787 году, но он не был осуществлён.
В 1747 году на оставшиеся от лотереи деньги было куплено здание одной заброшенной городской школы. Оно было восстановлено, и в нём вновь открыто обучение нового типа. Вот как Геккер охарактеризовал цели заведения:

Наше основное внимание направлено на молодых людей, которые не собираются учиться в университете, и которых мы всё же считаем способными к письму, торговле, прочим экономическим профессиям, искусству, работе на мануфактуре, в сельском хозяйстве и пр. Мы хотим поддержать их естественные склонности и помочь им в их первых шагах.— 
Тем не менее школа не должна была стать профучилищем для ремесленников, а цель её заключалась в том, чтобы «с помощью подготовительных наук сделать учеников более способными быстрее и вернее понимать в их будущей профессии необходимое и применять изученное в школе (естествознание, математику и т. п.) к делу, которым они будут заниматься.
Новая школа — она называлась «Экономическо-математическое реальное училище» — состояла сперва из пяти классов, в ней преподавали латынь, греческий и иврит, французский, немецкий (редкий тогда), историю и географию, ботанику, анатомию и здоровый образ жизни. Помимо этого Геккер занимался с учениками землемерным делом, посадкой деревьев и шелководством (которое активно поддерживал Фридрих Великий), для чего был специально арендован участок земли у Потсдамских ворот, на котором возник школьный ботанический сад. Вскоре добавились новые классы и новые предметы: черчение, математика, физика, экономика, различные ремесленные умения. Ученики могли сами выбирать, на какие занятия им ходить. Геккер также специально посылал учителей школы к ремесленникам и разным специалистам своего дела, чтобы те набрались практических знаний, которые могли бы передавать в школе. Ученики также посещали ремесленные мастерские и мануфактуры.
Новое училище пользовалось поддержкой короля, который выдал ему привилегии для книгопечатания и издания газеты «Об интереснейших вещах из мира ботаники, государств и наук» (Von den merkwürdigsten Sachen aus dem Reiche der Natur, der Staaten und Wissenschaften). Также многочисленные спонсоры поддерживали процветающее заведение.
В 1748 году Геккер открыл семинарию для подготовки учителей для школы своего типа. В 1753 году она была огосударствлена.

## Сочинения
- Einleitung in die Botanic, worinnen die nöthigste Stücke dieser Wissenschaft kürtzlich abgehandelt werden, Halle : Waysen-Haus 1733.
- Betrachtung des menschlichen Cörpers nach der Anatomie und Physiologie: Nebst einem Anhang allerhand zur Erhaltung der Gesundheit dienender Regeln und Anmerckungen, samt Uebersetzung einer vormals in lateinischer Sprache von dem Hochberühmten Herrn Fr. Hoffmann … hieselbst gehaltenen Rede, Halle : Waysen-Haus 1734.
- Kurtze Anleitung zur Erhaltung der Gesundheit: In einigen Regeln und Anmerckungen insonderheit auf Studirende gerichtet; Ehedem als ein Anhang zur Betrachtung des menschlichen Cörpers nach der Anatomie und Physiologie / Nunmehro aber auf Verlangen besonders und mit einigen Zusätzen vermehret, Halle : Waysen-Haus 1740.
- Specimen Floræ Berolinensis, 1742.
- Flora Berolinensis: das ist, Abdruck der Kräuter und Blumen nach der besten Abzeichnung der Natur; zur Beförderung der Erkentniß des Pflanzen-Reiches veranstaltet von der Real-Schule in Berlin, Berlin 1757—1758.